# Máxima marca de agua

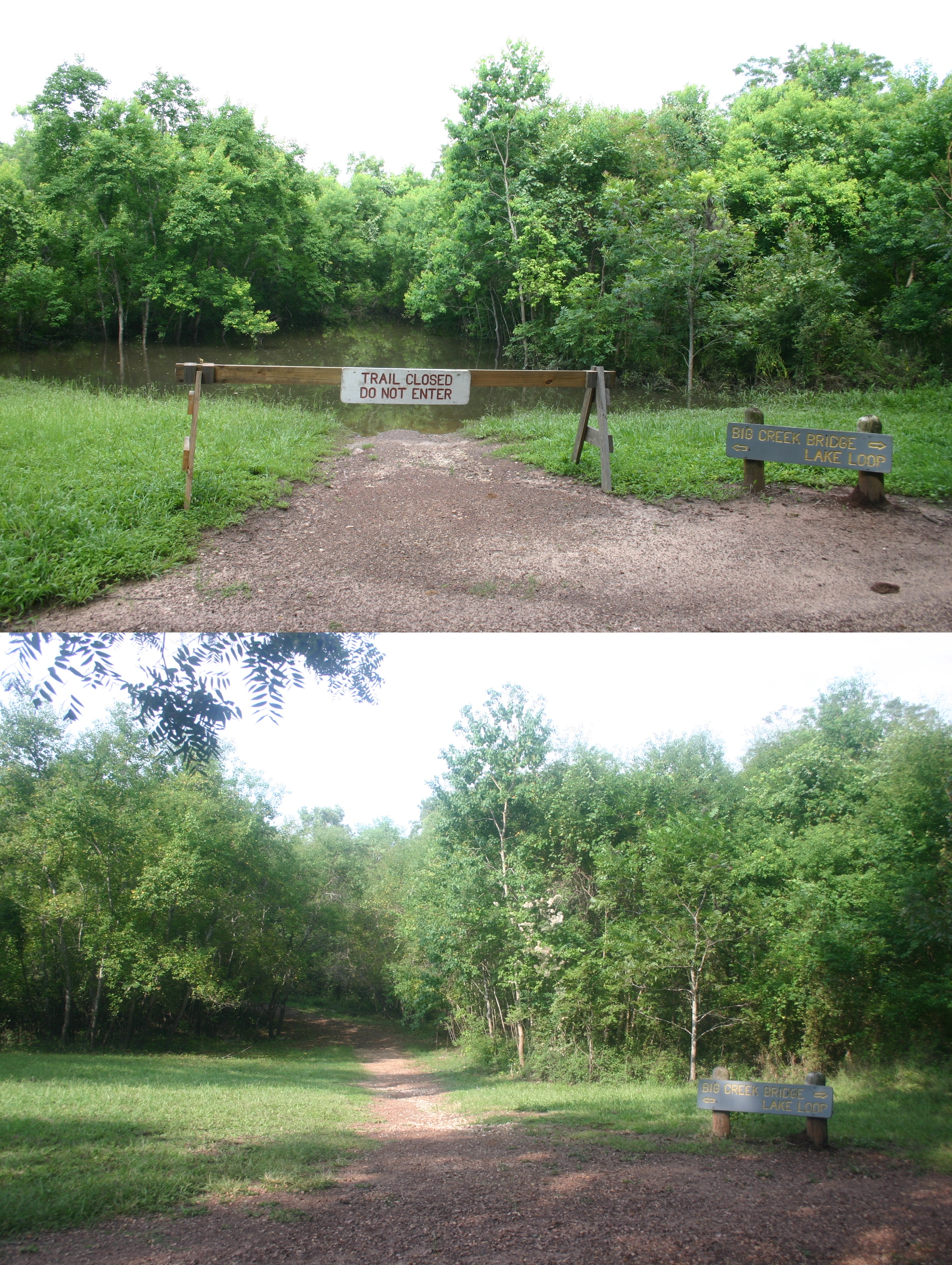
Inundación del lago Hale, Needville, Texas, EE. UU. Se advierte la Máxima marca de agua

La máxima marca de agua indica el nivel más alto alcanzado por un cuerpo de agua que se mantiene por un periodo suficiente de tiempo para dejar evidencia en el paisaje. Puede indicarse por la destrucción de vegetación terrestre, por la presencia de marcas en árboles, o por depósitos de residuos. Es usualmente el punto en donde la vegetación natural se divide entre especies predominantemente hidrofíticas (dependientes del agua), y especies terrestres.
El estado de Wisconsin (EE. UU.) tiene una doctrina pública que hace a los ríos y lagos públicos, propiedad de todos los ciudadanos. En el caso de lagos, la máxima marca de agua establece el límite entre jurisdicción fiscal y propiedad privada.